# Johann Georg Eberlein
Johann Georg Eberlein (* 12. Februar 1858 in Linden bei Markt Erlbach, Mittelfranken; † 11. Oktober 1918 ebenda) war ein deutscher Architekt des Historismus, der vor allem in Köln wirkte.

## Leben

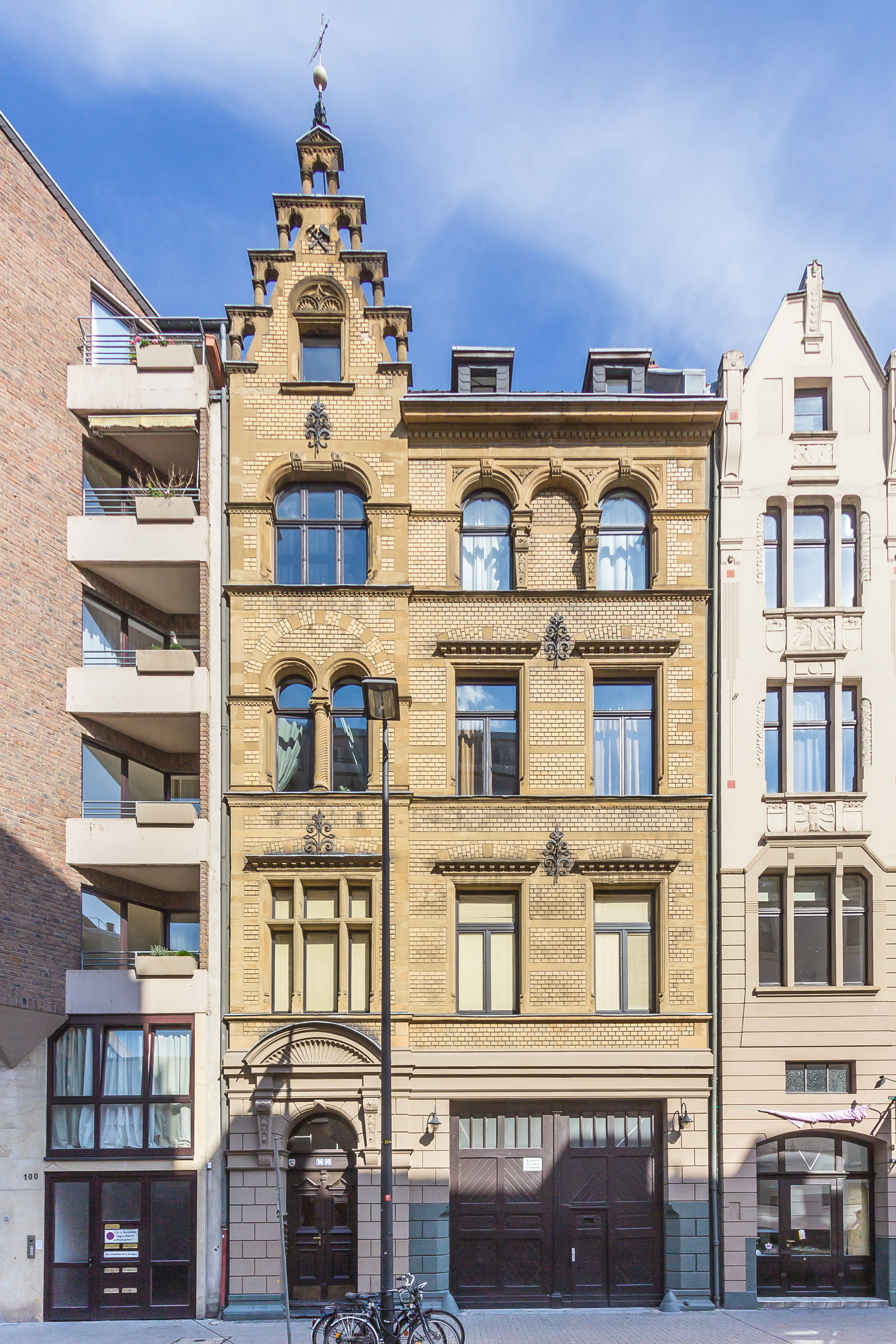
Haus Friesenwall 96–98, Köln

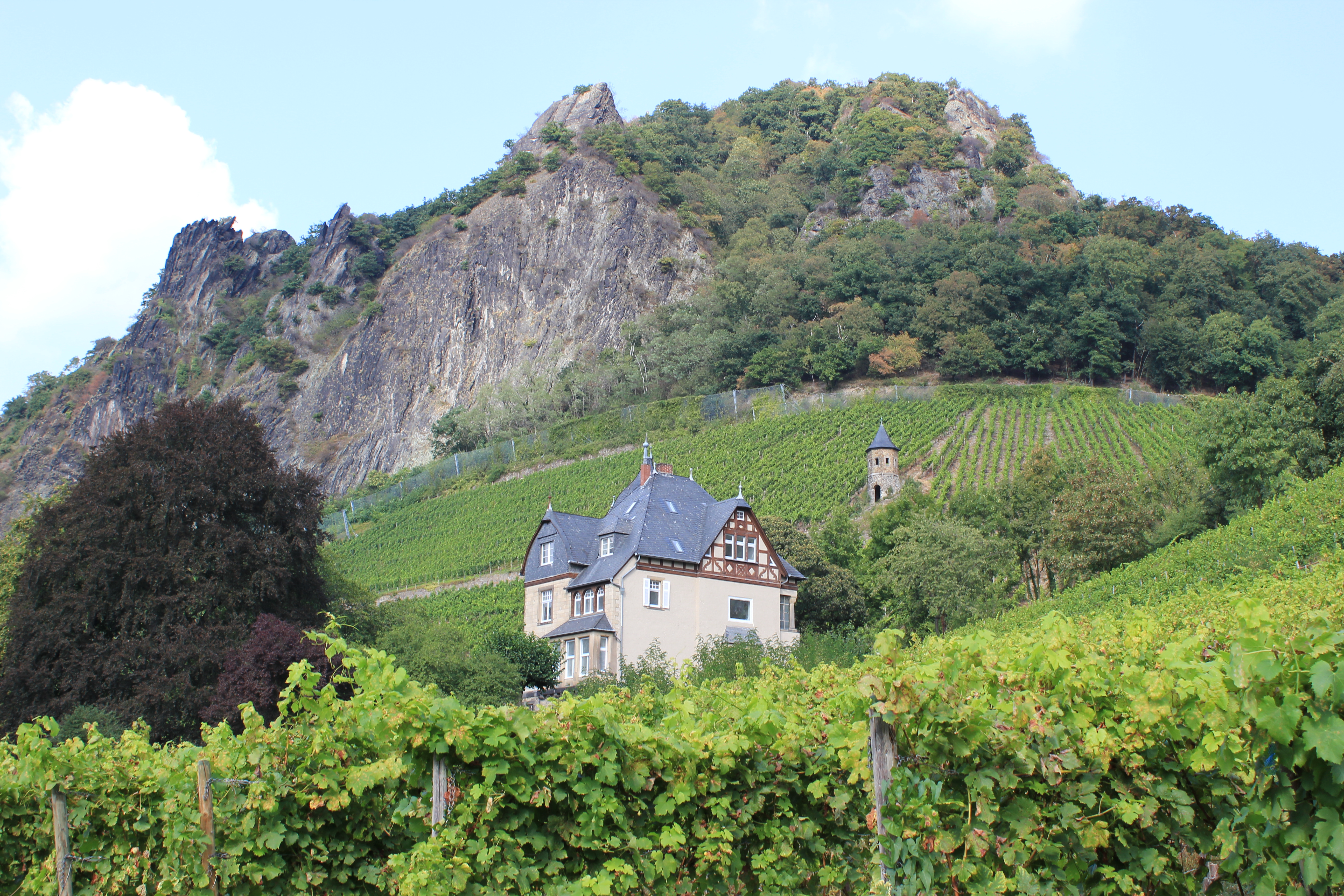
Haus Domley, Rhöndorf

Eberlein war ein Neffe des bayerischen Baumeisters und Hochschullehrers Georg Eberlein. Ab 1872 erhielt er eine fünfjährige künstlerische Ausbildung an der Kunstgewerbeschule Nürnberg, wo sein Onkel seit 1855 Professor für gotische Architektur war. Nach einer baupraktischen Ausbildung in einem Baubüro in Osnabrück ließ er sich als Architekt bei Ihne & Stegmüller in Berlin anstellen. Im September 1879 kam er nach Köln, wo er bei de Voss & Müller arbeitete, ehe er sich 1882 selbständig machte. Sein Kölner Büro profitierte von dem Bauboom der Gründerzeit und den in dieser Zeit zu projektierenden Häusern an den Kölner Ringen. 1888 wurde Franz Brantzky sein Mitarbeiter.
Auf Reisen studierte er die Renaissance-Architektur in Deutschland, Belgien und den Niederlanden. 1886 unternahm er eine Studienreise durch Italien, die ihm eine Vorliebe für die Formen der florentinischen Renaissance einpflanzte. Auch bereiste er Tunis.
Eberlein war Mitglied des Architekten- und Ingenieurvereins für den Niederrhein und Westfalen sowie des Bundes Deutscher Architekten.

## Werk (Auswahl)
| - Haus Hohenzollernring 54, Köln - Haus Hohenzollernring 86, Köln - Haus Hohenstaufenring 17, Köln - Haus Hohenstaufenring 29, Köln - Haus Hohenstaufenring 74, Köln - Haus Habsburgerring 18, Köln - Wohnhaus Hansaring 11, Köln - Wohnhaus Hansaring 98, Köln - Wohnhaus Hansaring 117, Köln - Wohnhaus Kaiser-Wilhelm-Ring 50, Köln - Wohnhäuser Friesenwall 96–98, Köln - Wohnhaus Zülpicher Straße 3, Köln | - Haus Lübecker Straße 13, Köln - Haus Lübecker Straße 15, Köln - Doppelvilla Marienburger Straße 24–26, Köln - Brauhaus „Zu den vier Heymonskindern“, Weyerstraße 54, Köln - Villa Michels, Brühl - Umbau Herstatt, Eisenstraße 17–19, Köln - Landhaus Feuser, Rhöndorf - Haus Domley, Rhöndorf - Gartenhalle „Walhalla“, Bonn - Rathaus, Markt 6, Bad Honnef - mit Johannes Radke: architektonische Gestaltung der Rheinufervorschiebung in Düsseldorf |